# Dittigheim
Dittigheim es uno de los siete barrios de Tauberbischofsheim en el Distrito de Meno-Tauber del estado de Baden-Wurtemberg en Alemania. Tiene una población de 915 habitantes.

## Monumentos y sitios de interés

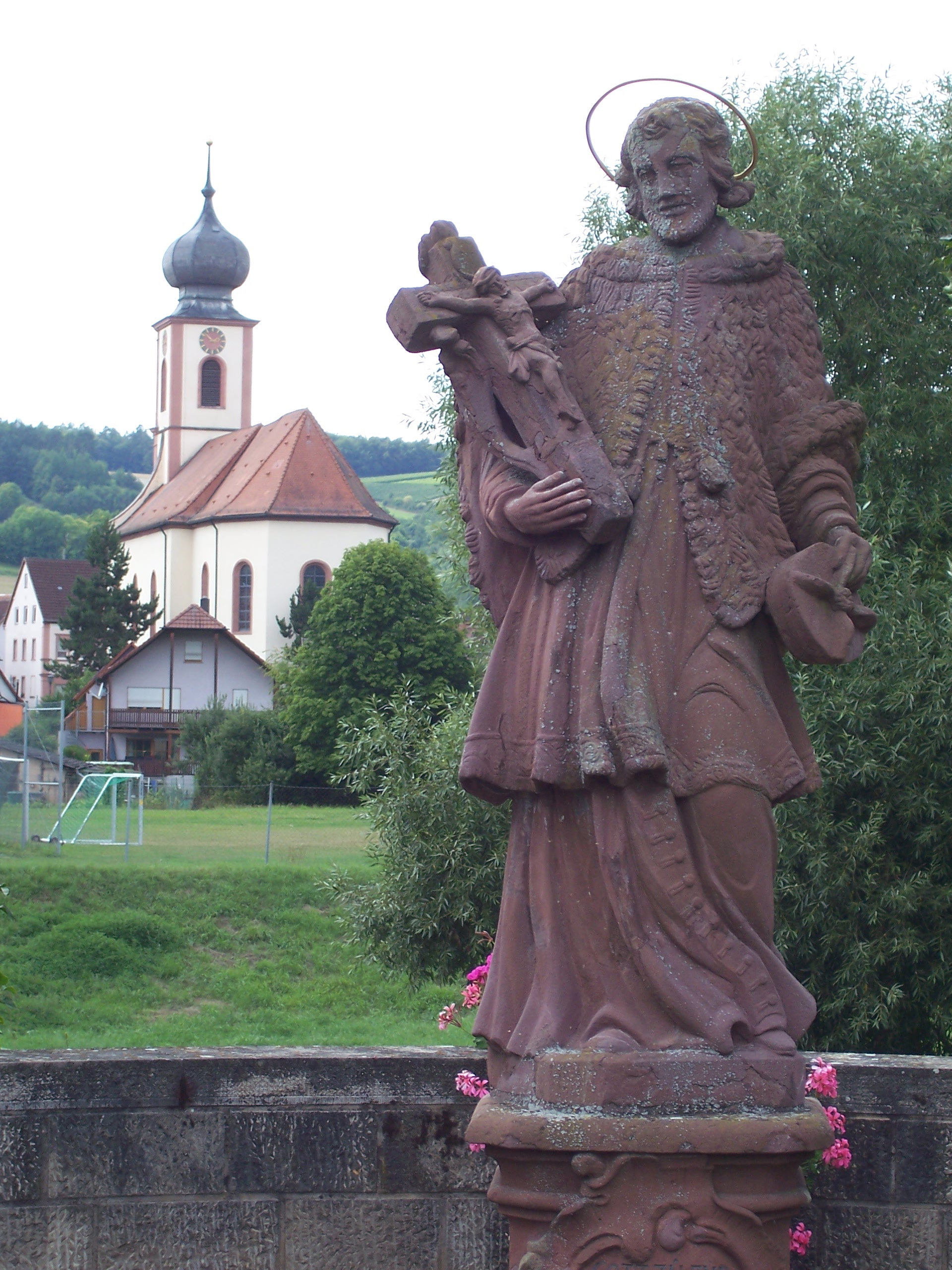
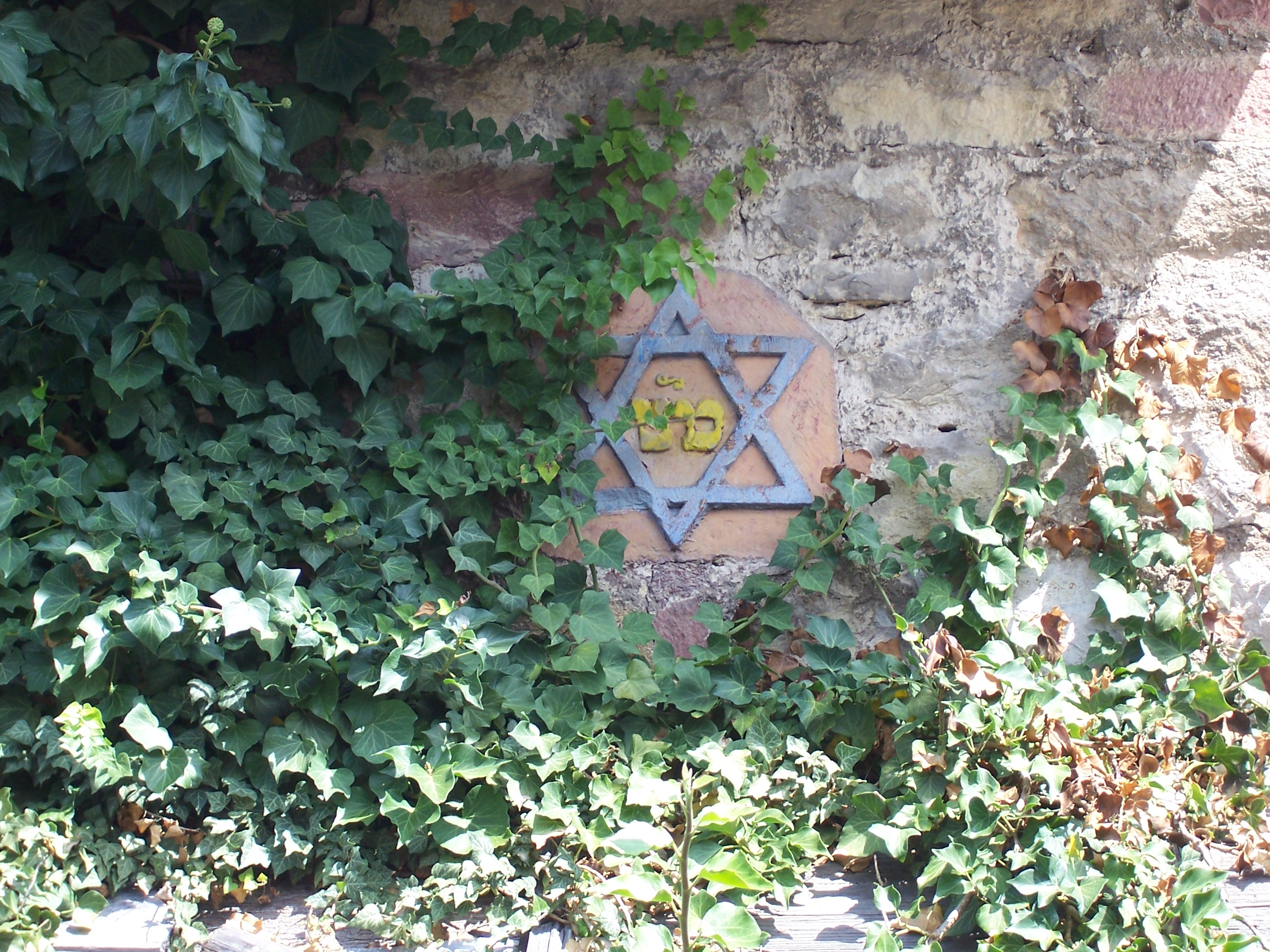
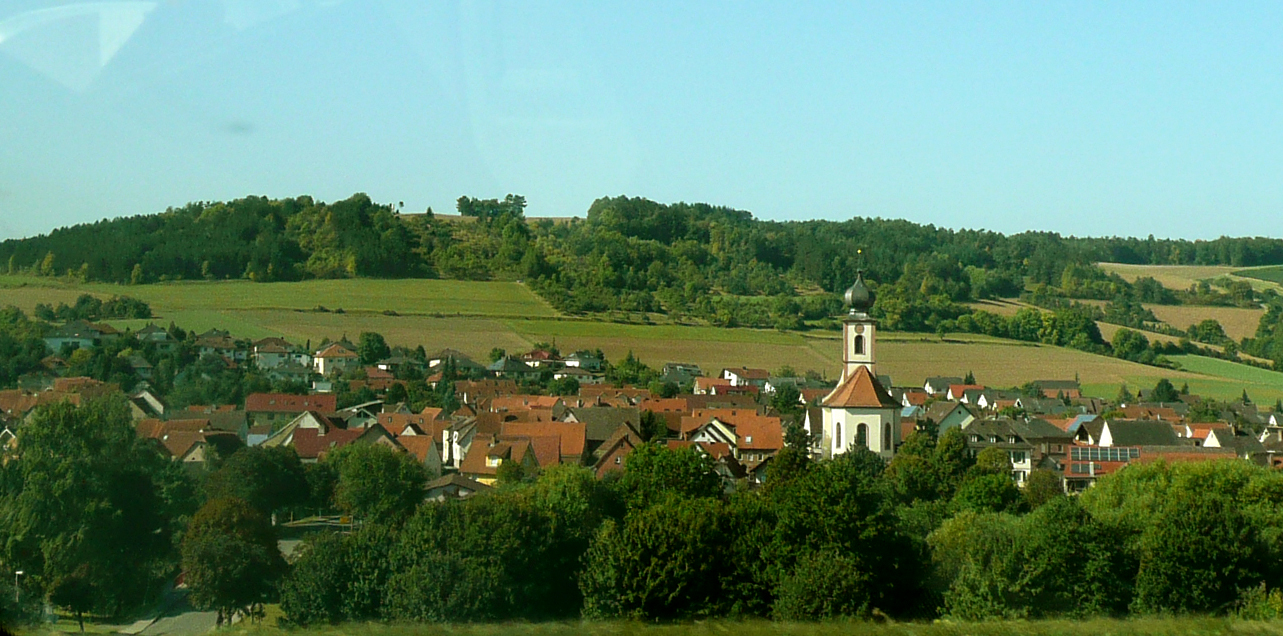